# Diodogorgia nodulifera
Diodogorgia nodulifera är en korallart som först beskrevs av Edward Hargitt och Rogers 1901.  Diodogorgia nodulifera ingår i släktet Diodogorgia och familjen Anthothelidae. Inga underarter finns listade i Catalogue of Life.

## Bildgalleri

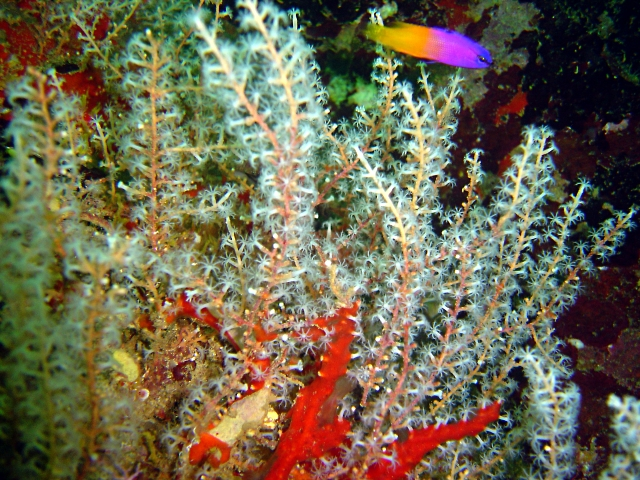